# Хрониките на Спайдъруик (филм)
Хрониките на Спайдъруик е американски филм от 2008 година, адаптация на едноименната поредица детски книги на Холи Блек и Тони ди Терлизи.

## Актьорски състав
| Актьор           | Роля                        |
| ---------------- | --------------------------- |
| Фреди Хаймор     | Джаред Грейс и Саймън Грейс |
| Мери-Луис Паркър | Хелън Грейс                 |
| Ник Нолти        | Мулгарат                    |
| Сара Болджър     | Малъри Грейс                |
| Андрю Маккарти   | Ричард Грейс                |
| Джоан Плоурайт   | Лусинда Спайдъруик          |
| Дейвид Стратърн  | Артър Спайдъруик            |
| Сет Роугън       | Хогскуийл                   |
| Мартин Шорт      | Тимбълтак                   |

## Награди и номинации
| Награда | Категория              | Номинирани             | Резултат  |
| ------- | ---------------------- | ---------------------- | --------- |
| Сатурн  | Най-добър фентъзи филм | Най-добър фентъзи филм | номинация |
| Сатурн  | Най-добър млад актьор  | Фреди Хаймор           | номинация |